# У потрази за Дори
У потрази за Дори (енгл. Finding Dory) је америчка 3D компјутерски анимирана комедија-авантура из 2016. године, у продукцији Пиксар анимираних студија и објави Волт Дизнија. Филм је наставак филма из 2003. У потрази за Немом. Ендру Стентон, главни уредник оригиналног филма, вратио се као сценариста и редитељ, заједно са Ангус Маклејном као ко-редитељем, а такође су се неки ликови из првог филма појавили у наставку, укључујући Дори, Нема, Марлина, господина Ражу. У потрази за Дори је усмерена ка Дори, коју карактерише амнезија, и обухвата идеју о њеном уједињењу са својом породицом. Радња филма се наставља годину дана након догађаја у У потрази за Немом и одиграва се у близини обале Калифорније.
Филм је у Србији имао премијеру 15. јуна 2016. Добио је позитивне критике од стране критичара и зарадио је преко милијарду долара широм света, што га чини другим Пиксаровим филмом који је ово успео, после Приче о играчкама 3 (2010), а такође је постао и трећи филм по заради из 2016. године. Филм је један од ретких Компаније Волт Дизни да се ДВД продаје на српском језику

## Радња
Годину дана након догађаја из првог филма, Дори се изненада присећа успомена из детињства. Уз присећање на нешто о "драгуљу Моро залива у Калифорнији", у пратњи Нема и Марлина, она иде у потрагу за својом породицом. Стиже у Истраживачки институт у акваријуму у Монтереју, где упознаје Бејлија - белог кита, Наду - кит ајкулу и Хенка - октопода, који постаје њен водич.

## Улоге у српској синхронизацији
Филм је у Србији имао премијеру 15. јуна 2016. у биоскопу Cineplexx, Делта сити у 18:30.
Синхронизацију је радио Студио Моби.
| Име лика                                   | Име глумца         |
| ------------------------------------------ | ------------------ |
| Дори (одрасла)                             | Аница Добра        |
| Дори (тинејџерка)                          | Мина Совтић        |
| Дори (мала)                                | Тиња Дамњановић    |
| Марлин                                     | Бранислав Платиша  |
| Немо                                       | Марко Перић        |
| Џени (Дорина мајка)                        | Нела Михајловић    |
| Чарли (Дорин отац)                         | Бранислав Зеремски |
| Хенк                                       | Предраг Ејдус      |
| Бејли                                      | Срђан Тимаров      |
| Нада                                       | Јелена Тркуља      |
| Кормило                                    | Владо Георгијев    |
| Бова                                       | Игор Лазић         |
| Госн. Ража                                 | Срђан Чолић        |
| Жена риба                                  | Милена Предић      |
| Муж риба (Стен) Гил Жак                    | Марко Јањић        |
| Пиле-риба                                  | Данило Миловановић |
| Пљуско                                     | Стрибор Чолић      |
| Муж краба (Бил) Путник Карл                | Милан Антонић      |
| Месечар "Чарли напред назад" Краш Грготало | Михаило Лаптошевић |
| Балон Мехурићи                             | Марко Марковић     |
| Бресква Деб                                | Јана Маричић       |
| Јован Мемедовић                            | Јован Мемедовић    |